# 棋王 (张系国小说)
《棋王》是張系國小說作品，出版於1978年，以一個五子棋天才兒童的奇幻遭遇為經，以1970年代經濟剛剛起飛的臺北為緯，深入描寫想像世界的幽玄和現實社會的人生百態。作者自認這是他寫作以來最滿意的長篇小說。